# Schloss Kuckuckstein

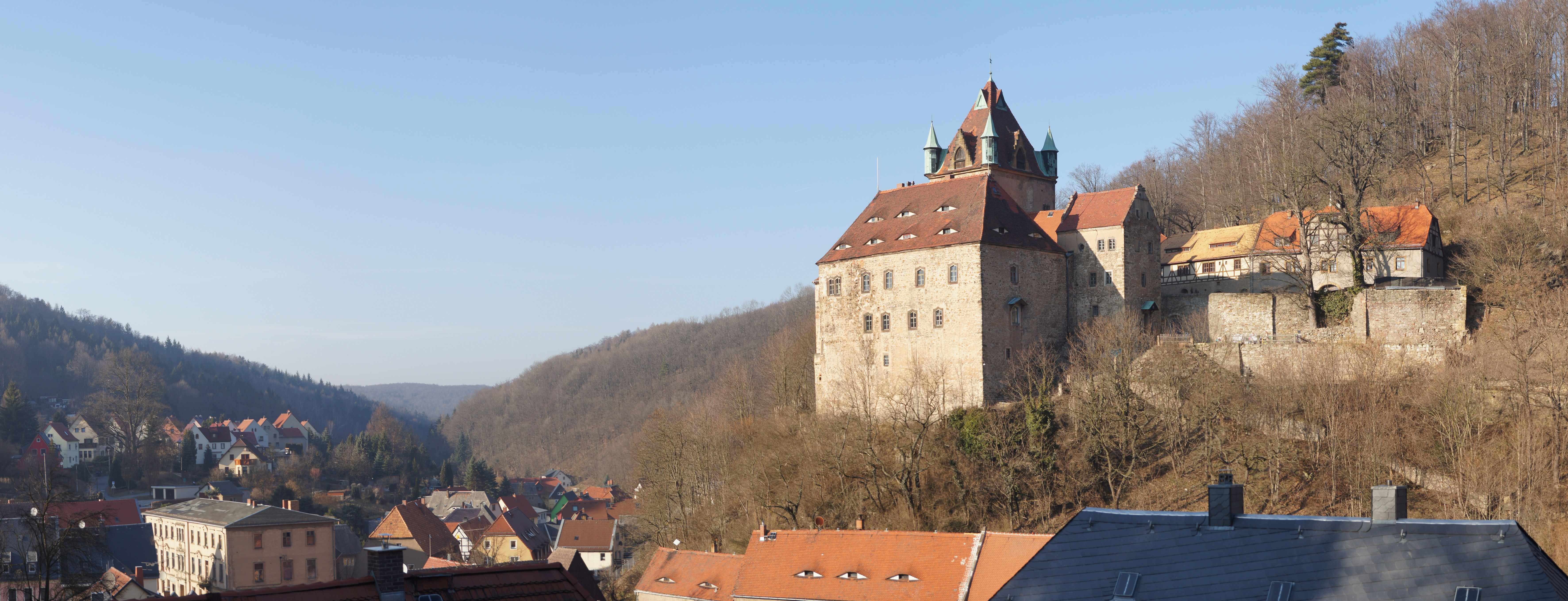
Schloss Kuckuckstein oberhalb von Liebstadt

Schloss Kuckuckstein in Liebstadt in Sachsen liegt auf einem Felsvorsprung (380 m ü. NN) über dem Flusstal der Seidewitz an einem für die Kontrolle des Handelsweges vom Elbtal über das Osterzgebirge nach Böhmen (Kulmer Steig) sehr günstigen Standort.

## Lage

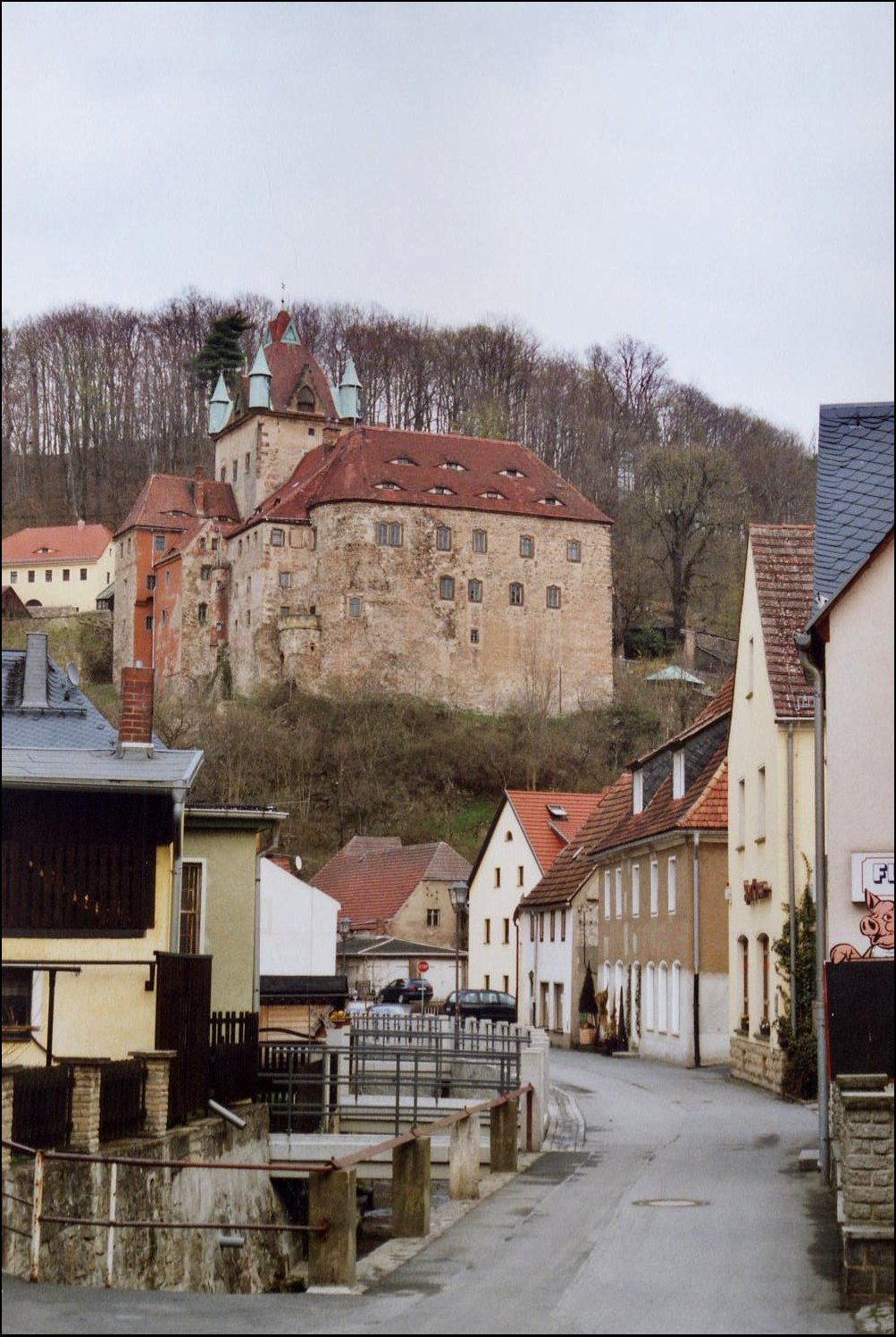
Blick von der Bachstraße auf das Schloss

Liebstadt und damit Schloss Kuckuckstein liegen ungefähr 15 km südwestlich von Pirna in einem Tal zwischen den tiefgeschnittenen Tälern der Gottleuba und der Müglitz etwa auf gleicher Höhe wie Bad Gottleuba und Glashütte. An dieser Stelle gehen Molchgrund und Hennersbacher Grund in das Seidewitztal über. Das Schloss thront auf einem Gneisfelsen ungefähr 30 m über dem Marktplatz von Liebstadt.
Unterhalb des Schlosses im Tal befinden sich das ehemalige Rittergut und die Schlossgärtnerei. Oberhalb finden sich noch Reste eines Landschaftsparks im englischen Stil.
Über die Schlosstreppe oder die Zufahrtsstraße zum Schlosshang erreicht man über eine Zugbrücke das eigentliche Schloss. Bergfried (mit drei übereinander liegenden Gewölben und einem weiteren Geschoss), Torhaus und ein Verbindungsbau umschließen einen ersten kleinen Hof. Über einen schmalen Durchgang gelangt man in den großen Hof, der vom „Tafelhaus“ (Hauptgebäude) im Südwesten, dem „Wasserhaus“ im Südosten und dem Küchengebäude mit Wehrgang im Nordosten gebildet wird.
Das Schloss wurde auf vier Ebenen gebaut. Die unterste (Keller und Mantelgewölbe im Tafelhaus) und die zweite Ebene sind teilweise in den Felsen gehauen. Bei der zweiten Ebene handelt es sich dabei um das unterste Turmgewölbe des Bergfrieds. Die Dritte ist die Hauptebene, die sich auf der Höhe der Zugbrücke befindet. Die vierte Ebene umfasst neben den Obergeschossen auch den im dritten Gewölbe des Bergfrieds gelegenen Rittersaal und die darüber befindliche „Kapellstube“. In den übrigen Gebäuden machen Wehrgang und Dachgeschosse die vierte Ebene aus.

## Geschichte

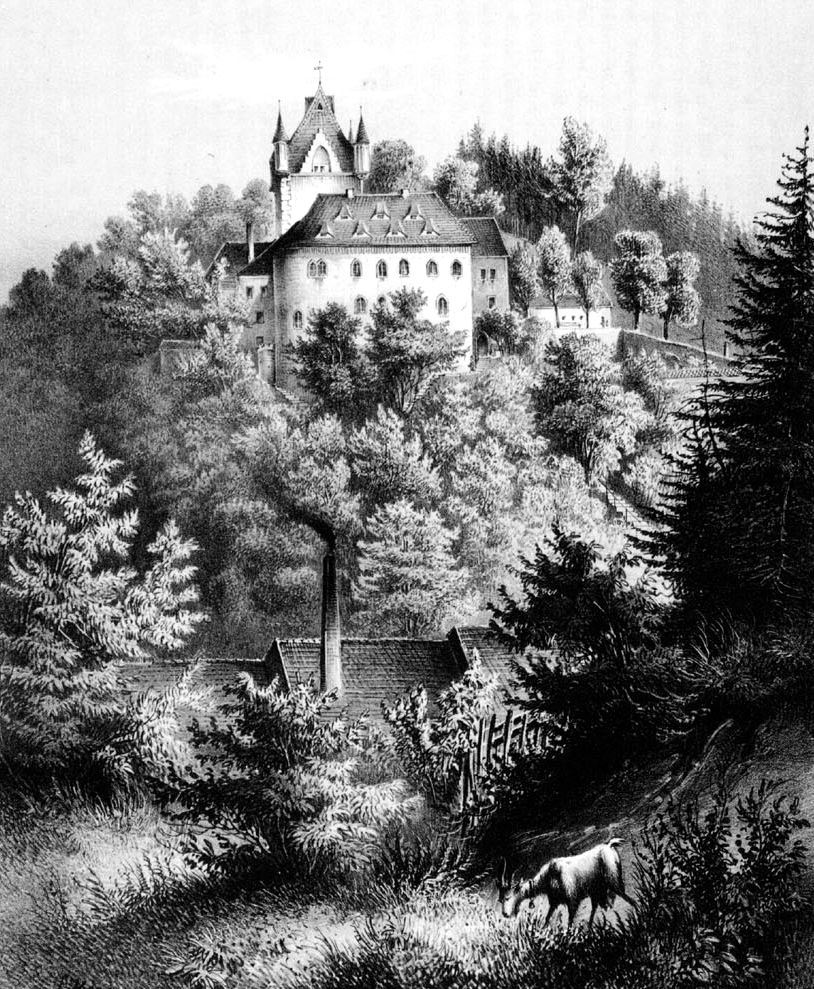
Das Schloss um 1860

Das Schloss wurde urkundlich erstmals im Zusammenhang mit der Belehnung von Günther und Heinrich von Bünau durch den Landgraf von Thüringen und Markgraf von Meißen Friedrich den Jüngeren am 4. September 1410 erwähnt. Dies geschah im Ergebnis der Dohnaischen Fehde, in der die Burggrafen von Dohna gegen den Markgrafen von Meißen, damals noch Wilhelm I. von Meißen, untergingen und ihre Besitztümer in der Burggrafschaft Dohna, u. a. auch Liebstadt, gänzlich verloren. Die Brüder von Bünau wurden mit dieser Belehnung für ihre militärischen Verdienste für den Markgrafen in dieser Fehde unter anderem mit Schloss Weesenstein (1406) und Liebstadt (1410) belohnt.
Man kann aber davon ausgehen, dass Siedlung und Schloss (in der Entstehungszeit wohl eher eine Burg) wesentlich früher entstanden sind. Ob die Ansiedlung oder die Burg zuerst erbaut wurde, ist nicht geklärt. In einer Urkunde vom 19. Oktober 1286 verlieh der Besitzer Otto von Dohna das Städtchen (civitas) an das Bistum Meißen. Von der Burg ist hier keine Rede. Die Burg blieb offensichtlich im Besitz der Donins. Dass sie bereits existierte, lässt sich deshalb vermuten, da sonst eine ummauerte Stadt an diesem Ort keinen Zweck gehabt hätte. Es ist also sehr wahrscheinlich, dass Stadt und Burg spätestens in der zweiten Hälfte des 13. Jahrhunderts entstanden sind. Andere Überlieferungen gehen sogar davon aus, dass die Burg bereits 930 bis 940 unter Heinrich I. als Grenzfeste erbaut wurde.
Der Name „Kuckuckstein“ findet sich erstmals 1791 in einem alphabetischen Verzeichnis aller „Schrift- und Amtssässigen“ im Kurfürstentum Sachsen. Es ist auch bei diesem Namen unklar, seit wann er verwendet wurde. Da der Kuckuck bis in das 16. Jahrhundert als „Gauch“ bezeichnet wurde, müsste das Schloss bis dato eigentlich „Gauchstein“ geheißen haben. Der Kuckuck war im Mittelalter auch Wappentier und stand für Wachsamkeit – im Gegensatz zum Löwen (Wildheit – Burg Lauenstein oder Löwenstein) und dem Bären (Kraft – Burg Bärenstein). Dies könnte erklären, warum die Bünaus nach der Zerstörung der Burg während der Dohnaischen Fehde (1385–1402) diesen Namen nicht mehr verwendet haben.
Der Wiederaufbau begann erst 1453. Auf den Grundmauern der alten Burg entstand das Schloss im Stile des Arnold von Westfalen. Eine entsprechende Inschrift findet sich noch an der Außenwand des Palas.
Im Dreißigjährigen Krieg wurde Liebstadt wie viele deutsche Ortschaften oft von Söldnern heimgesucht. 1643 wurde das Schloss von Kaiserlich-Hatzfeldschen Söldnern gestürmt und geplündert.

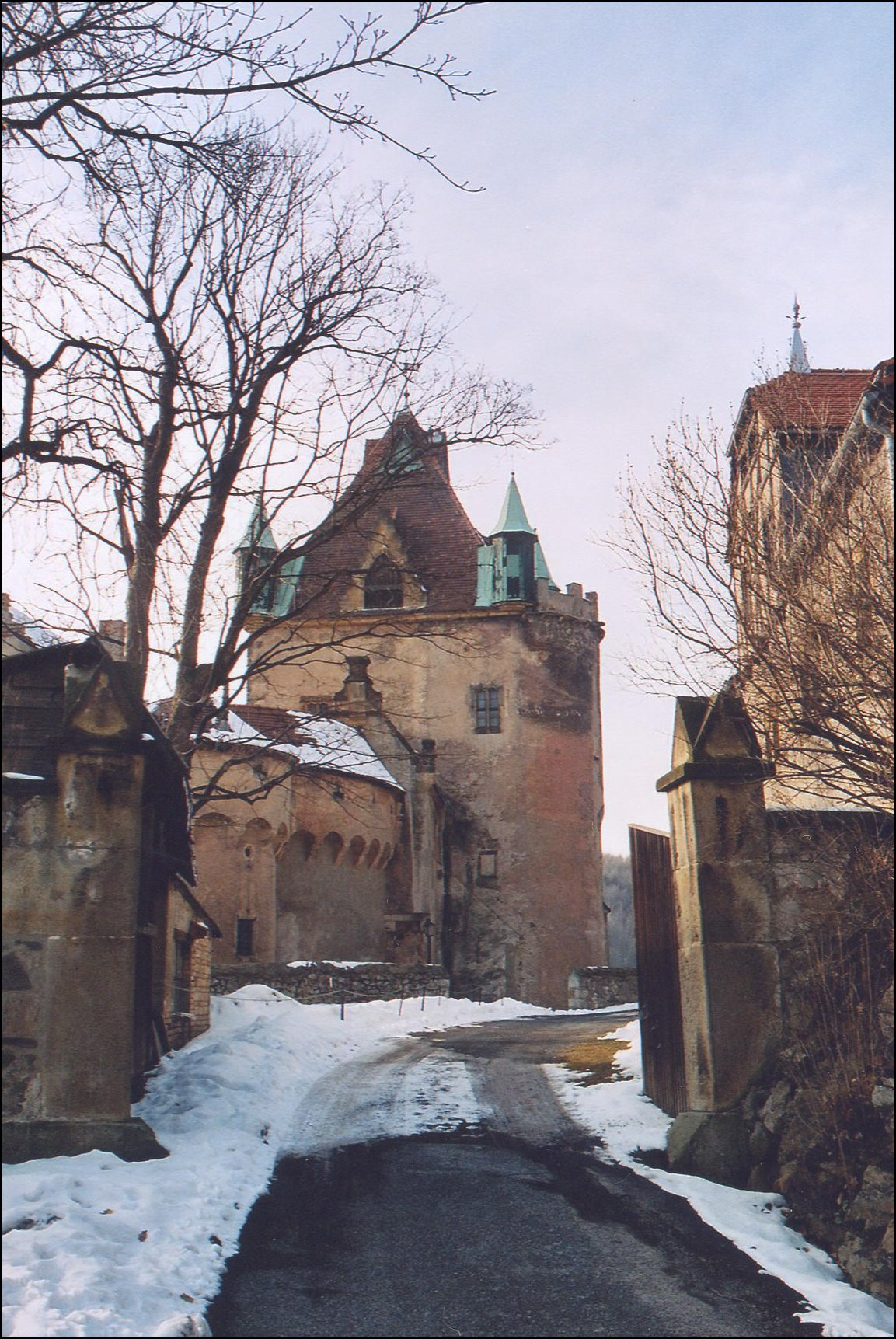
Eingangsbereich des Schlosses

Über 200 Jahre befand sich das Schloss im Besitz der Familie von Bünau. 1651 fiel es an Oberstleutnant Detlev von Wedelbusch, den zweiten Ehemann der verwitweten Anna Sophie von Bünau, die wiederum verwitwet, das Schloss am 13. Dezember 1694 an den Generalleutnant Cunno Christoph von Birkholz verkaufte. Während des Besitztums derer von Birkholz (nachweisbar bis 1741) wurde die Burg umfassend im Rokokostil erneuert. In den Folgejahren wechselten die Besitzer der Burg mehrfach.
Erst 1775 erstand der Kreiskommissar Hans Carl August von Carlowitz das Schloss aus der Konkursmasse für 40.407 Taler. Neben Stadt und Schloss gehörten auch die Dörfer Wingendorf, Herbergen, Göppersdorf, Döbra und Berthelsdorf sowie umfangreiche Wälder zum Besitz. Die ursprünglich zum Schloss gehörenden Bergrechte waren hingegen bereits 1492 von den Bünaus an Herzog Georg für 700 rheinische Gulden und die hohe Jagd 1737/38 von den Birkholz für jährlich vier Stück Wild und 100 Meißner Gulden an Kurfürst Friedrich August II. abgetreten worden.
Das Schloss blieb bis 1931 im Besitz der Familie von Carlowitz. Unter den Mitgliedern dieser Familie befanden sich in dieser Zeit eine Reihe körperlich und geistig hoch begabter Vertreter. Deshalb zog in das Schloss auch ein neues geistiges und geselliges Leben ein. Das Schloss wurde wohnlicher gestaltet und im Geschmack der Romantik teilweise neu ausgestattet. Auch war zum Beispiel 1798 Novalis als Freund der Familie Gast auf Schloss Kuckuckstein und der Schlossherr Carl Adolf von Carlowitz (1771–1837) ließ sich mit Gemahlin 1805 vom Dresdner Maler Anton Graff porträtieren. Darüber hinaus bekannte sich der Besitzer zur Freimaurerei. Gleichzeitig unterstützte Carl Adolf auch Heinrich von Kleist bei der Herausgabe der Zeitschrift „Phöbus“. 1800 wurde im Schloss eine Freimaurerloge eingerichtet, die mit geheimnisvollen, frühromantischen Malereien ausgestaltet wurde. Die Bibliothek des Schlosses verfügt außerdem über einige wertvolle Freimaurerschriften.
Die Zeit Anfang des 19. Jahrhunderts hat bei den Besitzern des Schlosses sowie in der gesamten Region starke Spuren hinterlassen. Die Koalitionskriege, die für die Region ihren Höhepunkt um das Jahr 1813 hatten, führten zu Zerstörungen, Krankheit, Not und Elend unter der Bevölkerung; wobei Plünderungen und Brandschatzungen bei den Franzosen wie auch den Russen vorkamen. Die Kämpfe zwischen russischen und französischen Truppen sowie ihren Verbündeten führten zwischen Erzgebirge und Elbe zu einer Vielzahl von Scharmützeln, von denen auch heute noch Zeugnisse vorhanden sind (Napoleonschanze bei Herbergen, Gedenktafeln und Kanonenkugeln in Dohna und vieles mehr).
Am 9. September 1813 übernachtete Napoléon I. im Schloss, nachdem er von den Höhen nördlich von Liebstadt bei Borna den Rückzug des Gegners beobachtet hatte. Seine Streitmacht verfügte noch über 40.000 Franzosen, die in Stadt und Umgebung lagerten. Carl Adolf von Carlowitz setzte sich in dieser Zeit aktiv gegen die Napoleonische Besetzung ein und trat auch als Generalmajor der Kavallerie in den Dienst des russischen Zaren. Direkte Feindberührung bekam er aber nicht, da er das von ihm aufgestellte sächsische Jägerkorps (2.900 Mann) erst im April 1814 erreichte. Paris hatte aber schon am 16. März kapituliert.
Im Verlauf des 19. und des beginnenden 20. Jahrhunderts machte eine Reihe von Familienmitgliedern von sich reden, aber nicht das Schloss. Die Not der Inflationszeit in den 1920er-Jahren führte dazu, dass auch Schloss Kuckuckstein wieder verkauft werden musste. Es wurde 1931 durch Ottomar Heinsius von Mayenburg ersteigert.

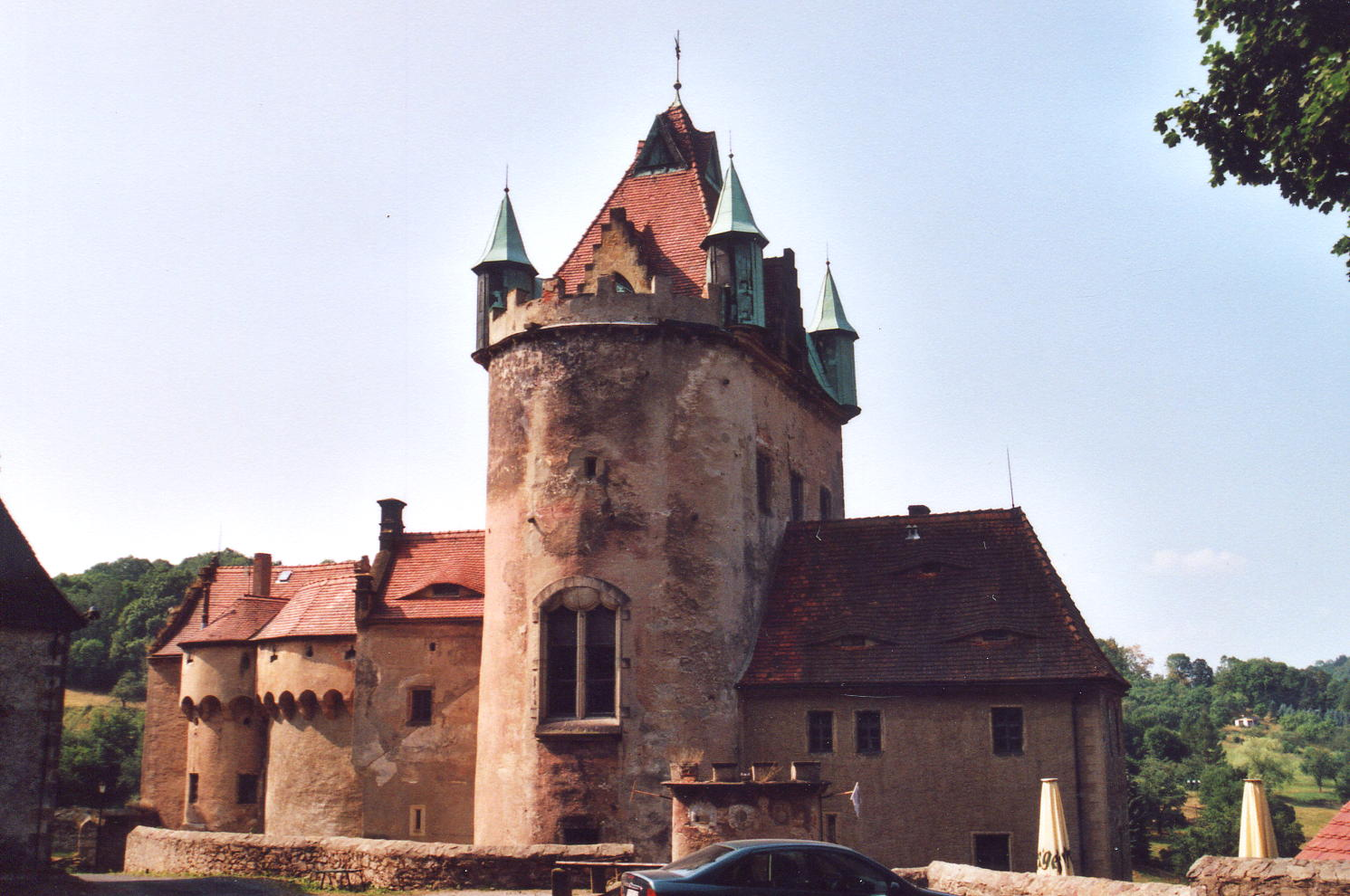
Bergseitige Ansicht mit Bergfried

Nach dem Zweiten Weltkrieg wurde das Schloss enteignet, kam in Volkseigentum und wurde vom Ministerium für Land- und Forstwirtschaft und seit 1952 von der Stadt Liebstadt verwaltet. 1954 wurde das Museum eingerichtet und zunächst vom Lehrer Walter Jobst geleitet, der sich sehr stark für den Erhalt des Schlosses einsetzte und sich mit einer Vielzahl von Veröffentlichungen große Verdienste um die heimatgeschichtliche Forschung im Osterzgebirge erwarb. Gleichzeitig brachte er seine Sammlung heimatkundlicher Gegenstände, besonders aus der einheimischen Vogel- und Pflanzenwelt, in den Bestand des Museums mit ein. Darüber hinaus verfügt das Museum über eine Reihe historischer Gegenstände aus der Freimaurerei wie Logenabzeichen, Freimaurerschurze sowie über Ölgemälde, die vormalige Logenbrüder aus den sächsischen Logen darstellen.
1995 ging das Schloss in den Besitz der Stadt Liebstadt über, die es seit Herbst 2003 wegen zu hoher Unterhaltskosten zum Verkauf ausschrieb. Der Verkehrswert wurde auf 380.000 Euro geschätzt. Von den drei Bietern erhielt der österreichische Unternehmer und Unternehmensberater Ralph Neunteufel den Zuschlag. Nach Medienberichten wollte er für das Schloss 300.000 Euro zuzüglich 41.000 Euro für das Grundstück zahlen. Der Abschluss eines Erbbaurechtsvertrages scheiterte jedoch, da Neunteufel eine zusätzlich geforderte Bürgschaft nicht beibrachte. Die daraufhin geführten Verhandlungen mit dem Landesverein Sächsischer Heimatschutz blieben ebenfalls ergebnislos, da der Verein nach Prüfung der finanziellen Erfordernisse eine Übernahme des Schlosses ablehnen musste.
2006 schrieb der Liebstädter Stadtrat das Schloss erneut zum Verkauf aus. Kaufinteressenten waren Michael Graf von Plettenberg (Fabrikplaner aus Ludwigsburg, Kaufgebot Verhandlungssache), ein Vereinskonsortium bestehend aus dem Landesverein Sächsischer Heimatschutz, dem Förderverein Schloss Kuckuckstein und dem Kurortentwicklungs- und Förderverein Bad Gottleuba-Berggießhübel (Kaufgebot symbolisch 3 Euro), Günter von Bünau, ein Nachfahre der ehemaligen Schlossherren von Bünau (Kaufgebot 128.000 Euro) und erneut Ralph Neunteufel. Letzterer offerierte mit 155.000 Euro das für den Stadtrat in schematischer Entscheidung ausschlaggebende höchste Kaufgebot, so dass am 4. Juli 2006 der Verkauf an den Österreicher beschlossen wurde, ohne die Ressourcen der Bewerber und ihre Fähigkeiten zur Umsetzung der vorgeschlagenen Konzepte zu prüfen. Neunteufels Nutzungskonzept sah – nach der Sanierung – eine öffentliche wie private Nutzung des Schlosses vor. Dafür verpflichtete er sich vertraglich, bis 2012 mindestens 500.000,- € in den Bau zu investieren. Die Stadt Liebstadt, die zuvor das mit viel Engagement während der DDR-Zeit eingerichtete Heimatmuseum geschlossen und eine Sanierung der erheblichen Bauschäden am Gebäude unterlassen hatte, wirft dem Eigentümer inzwischen vor, dieser Sanierungsverpflichtung nicht nachgekommen zu sein und klagt seit mehreren Jahren gegen den Schlossbesitzer. Im Juni 2016 schlug das Landgericht Dresden eine gütliche Einigung durch Rückabwicklung des Kaufvertrages vor, die der Stadtrat zunächst ablehnte.
Im Zuge des Rechtsstreites gelangte Schloss Kuckuckstein im Januar 2018 wieder in den Besitz der Stadt Liebstadt, die es kurz darauf erneut in Privatbesitz veräußerten. Unter den neuen Eigentümern wurden schon im Laufe des Jahres 2018 erste Sanierungsarbeiten durchgeführt. Der Zauberer Peter Kersten gastierte im Herbst 2018 erstmals seit längerer Zeit wieder auf Schloss Kuckuckstein.

## Besitzer in chronologischer Reihenfolge

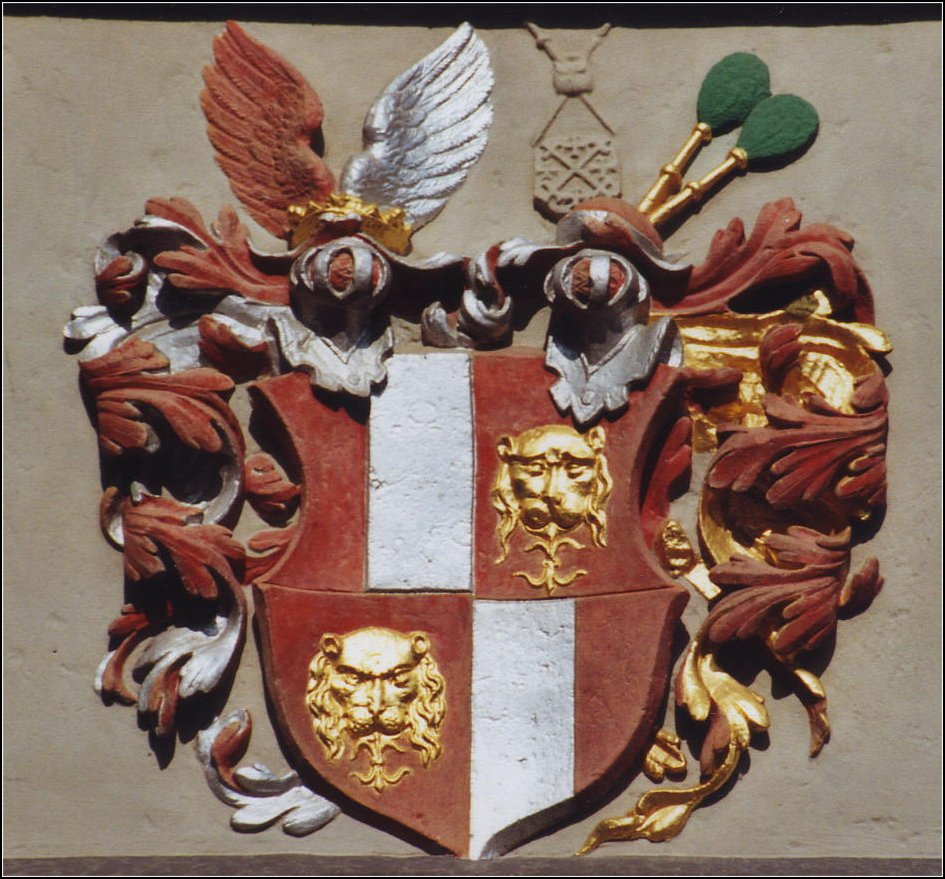
Wappen der Familie von Bünau (über dem Eingangstor von Schloss Weesenstein)

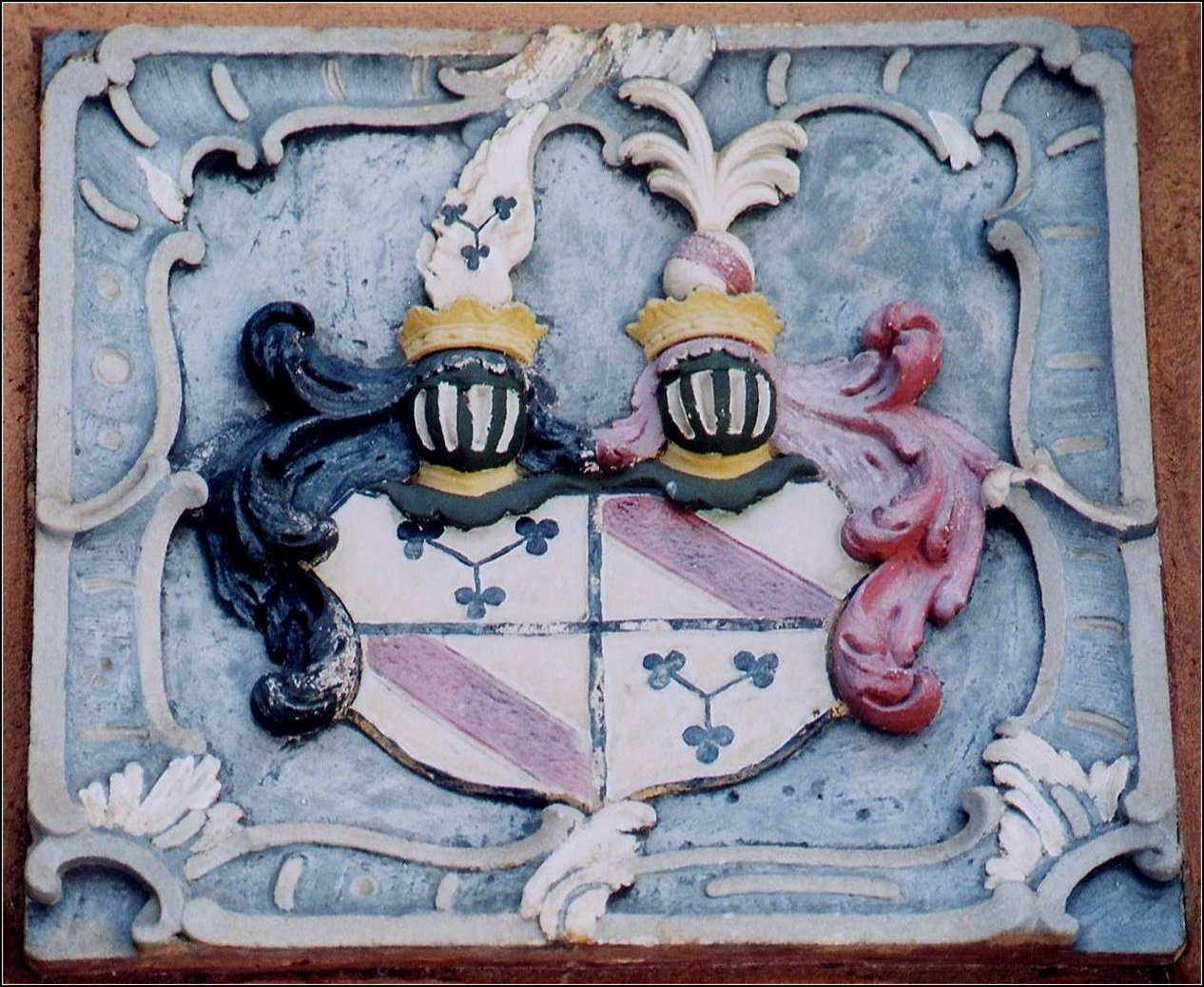
Wappen der Familie von Carlowitz (über der Zugbrücke von Schloss Kuckuckstein)

| 930–940   | wahrscheinlich von Heinrich I. erbaut |
| um 1286   | Otto von Dohna |
| bis 1402  | im Besitz der Donins |
| 1402–1410 | im Besitz des Hauses Wettin |
| 1410      | Belehnung von Günther und Heinrich von Bünau durch Landgraf Friedrich den Jüngeren(?)                                                                   |
| 1461      | Heinrich von Bünau (1) |
| 1493      | Günther (2) und Rudolph (3) von Bünau, Geschwister |
| 1501      | Günther (2) von Bünau |
| 1515      | Günther (4) von Bünau, Sohn des Günther (2) von Bünau                                                                                                   |
| 1554      | Günther (5) und Rudolph (6) von Bünau, Söhne des Günther (4) von Bünau                                                                                  |
| 1592      | Rudolph (6) von Bünau, blieb kinderlos |
| 1615      | Günther (7) von Bünau, Sohn des Günther (5) von Bünau                                                                                                   |
| 1633      | Rudolph (8), Günther (9) und Heinrich (10) von Bünau, als Unmündige bevormundet                                                                         |
| 1651      | Rudolph (8) von Bünau |
| 1654      | Günther (9) von Bünau, Erwerb von Rudolph (8) von Bünau                                                                                                 |
| 1655      | Belehnung von Obristwachtmeister Detlef von Wedelbusch (Stiefvater von Rudolph (8) von Bünau) als zweiter Gemahl der verwitweten Anna Sophie von Bünau  |
| 1662      | Anna Sophie von Bünau |
| 1691      | Verkauf durch Anna Sophie von Bünau an ihren Schwiegersohn, den Kurfürstlich-sächsischen Rittmeister Cuno Christoph von Birkholz                        |
| 1741      | Landgerichtsassessor Hofrat Wolf Alfred Behrisch |
| 1743      | Verkauf an den Pirnaer Schiffs- und Handelsherrn Kommerzienrat Johann Christoph von Hanisch (60.500 Taler)                                              |
| 1751      | Verkauf an Kommerzienrat Carl Siegfried Francke (75.000 Taler)                                                                                          |
| 1775      | Ersteigerung durch Hans Carl August von Carlowitz (40.407 Taler)                                                                                        |
|           | Carl Adolf von Carlowitz |
| 1833      | Friedrich Paul Aemil von Carlowitz |
| 1851      | Georg Carl von Carlowitz |
| 1860      | Karl Adolf von Carlowitz |
| 1925      | Georg von Carlowitz |
| 1931      | Ersteigerung durch Ottomar von Mayenburg (für 244.000 Reichsmark)                                                                                       |
| ab 1932   | Verwaltung durch Generalmajor Eckart von Loeben |
| 1945      | Enteignung und Übergang in Volkseigentum (Verwaltung durch das Ministerium für Land- und Forstwirtschaft)                                               |
| 1952      | Liebstadt wird Träger des Schlosses |
| 1995      | Übergang in das Eigentum der Stadt Liebstadt |
| 2003      | das Schloss wird zum Verkauf ausgeschrieben |
| 2007      | der Liebstädter Stadtrat verkauft das Schloss an die „Global Castle Management GmbH“ (Inhaber: Ralph Neunteufel)                                        |
| 2018      | nach einem Rechtsstreit über die im Kaufvertrag von 2007 vereinbarten Sanierungsarbeiten gelangt das Schloss wieder in das Eigentum der Stadt Liebstadt |
| 2018      | erneute Privatisierung, Verkauf an die „Natur-Romantik GmbH“ (Inhaber: Susanne und Jens Höhnel)                                                         |

## Bauliche Entwicklung

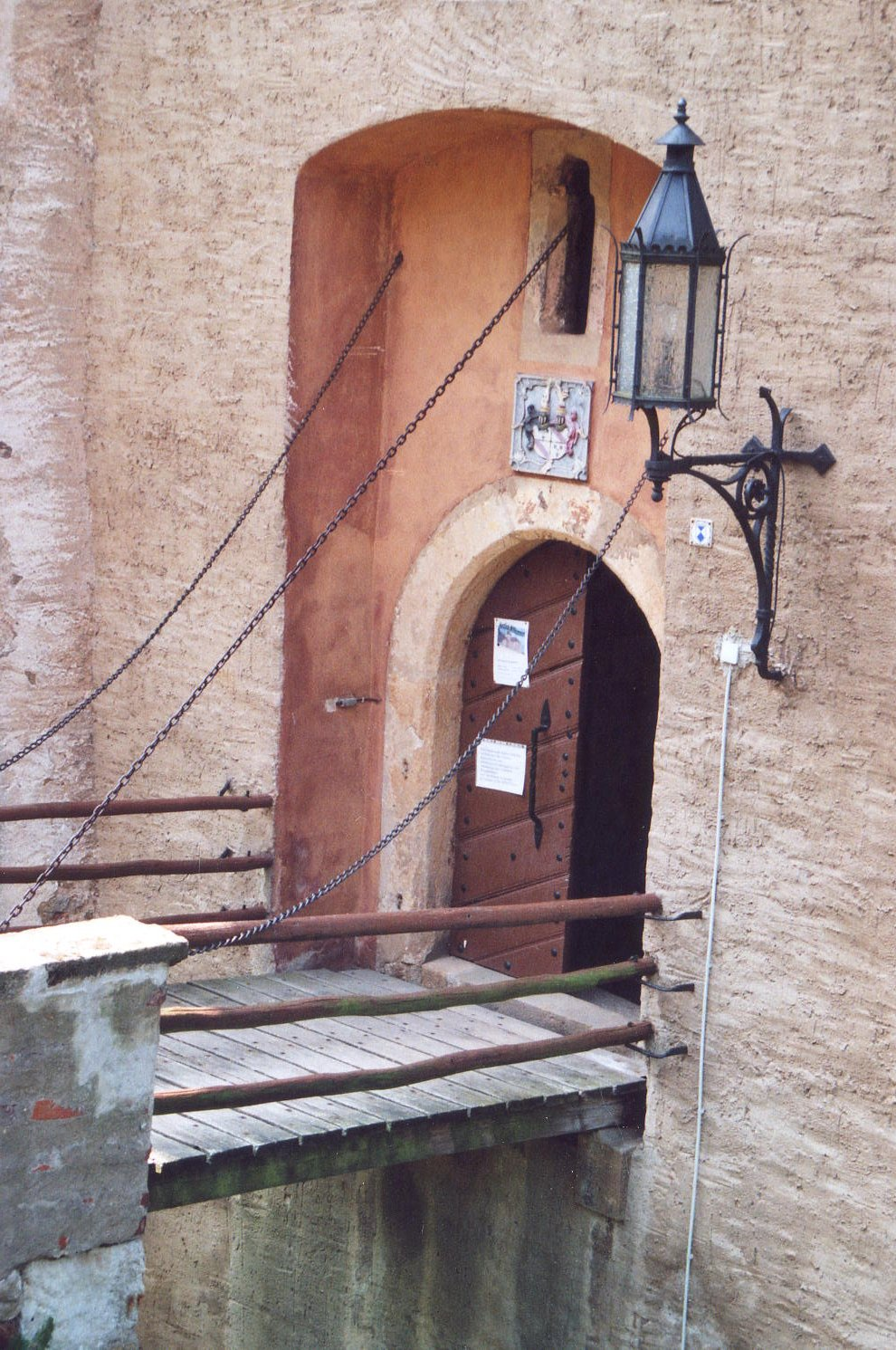
Zugbrücke

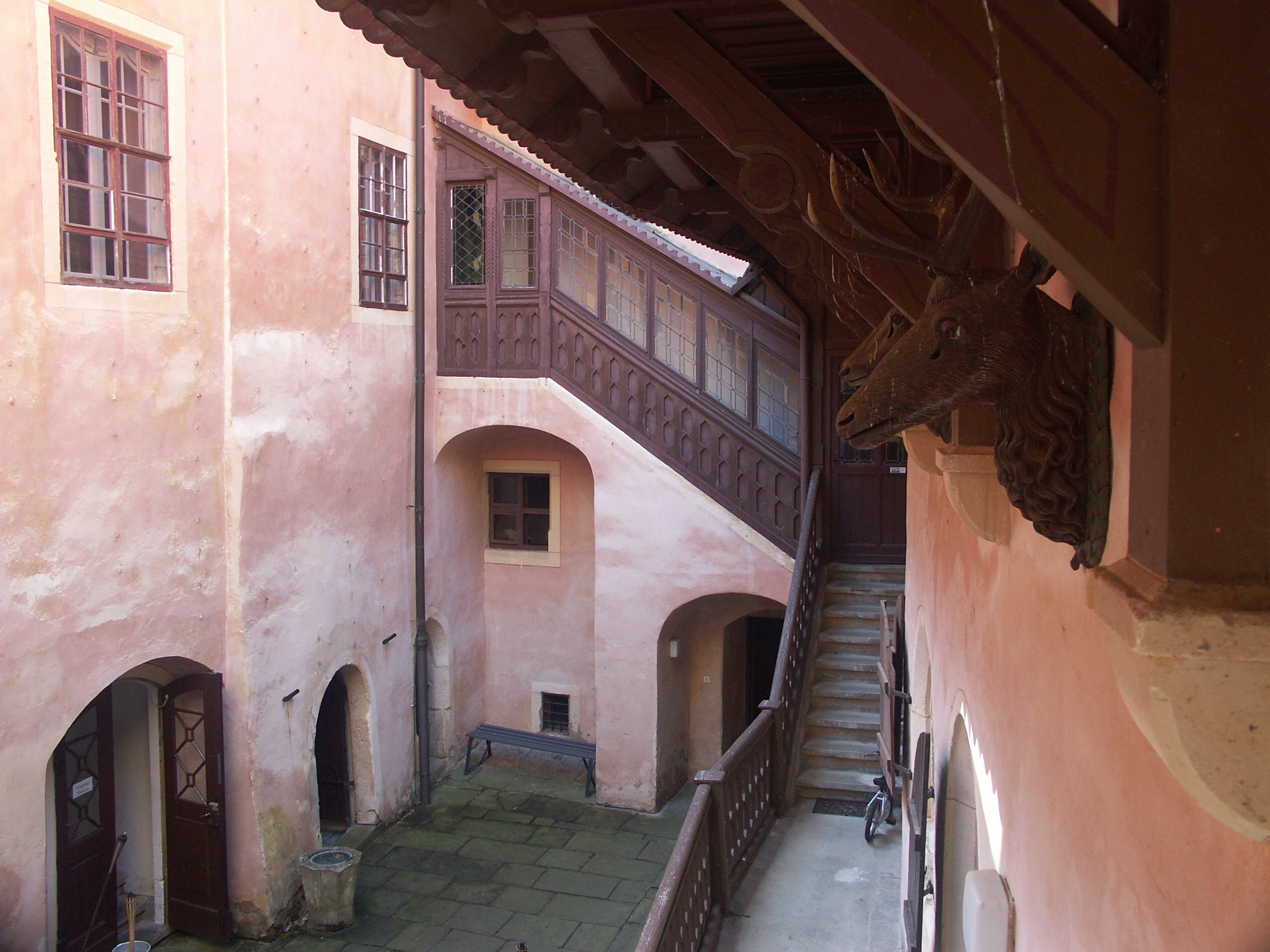
Innenhof

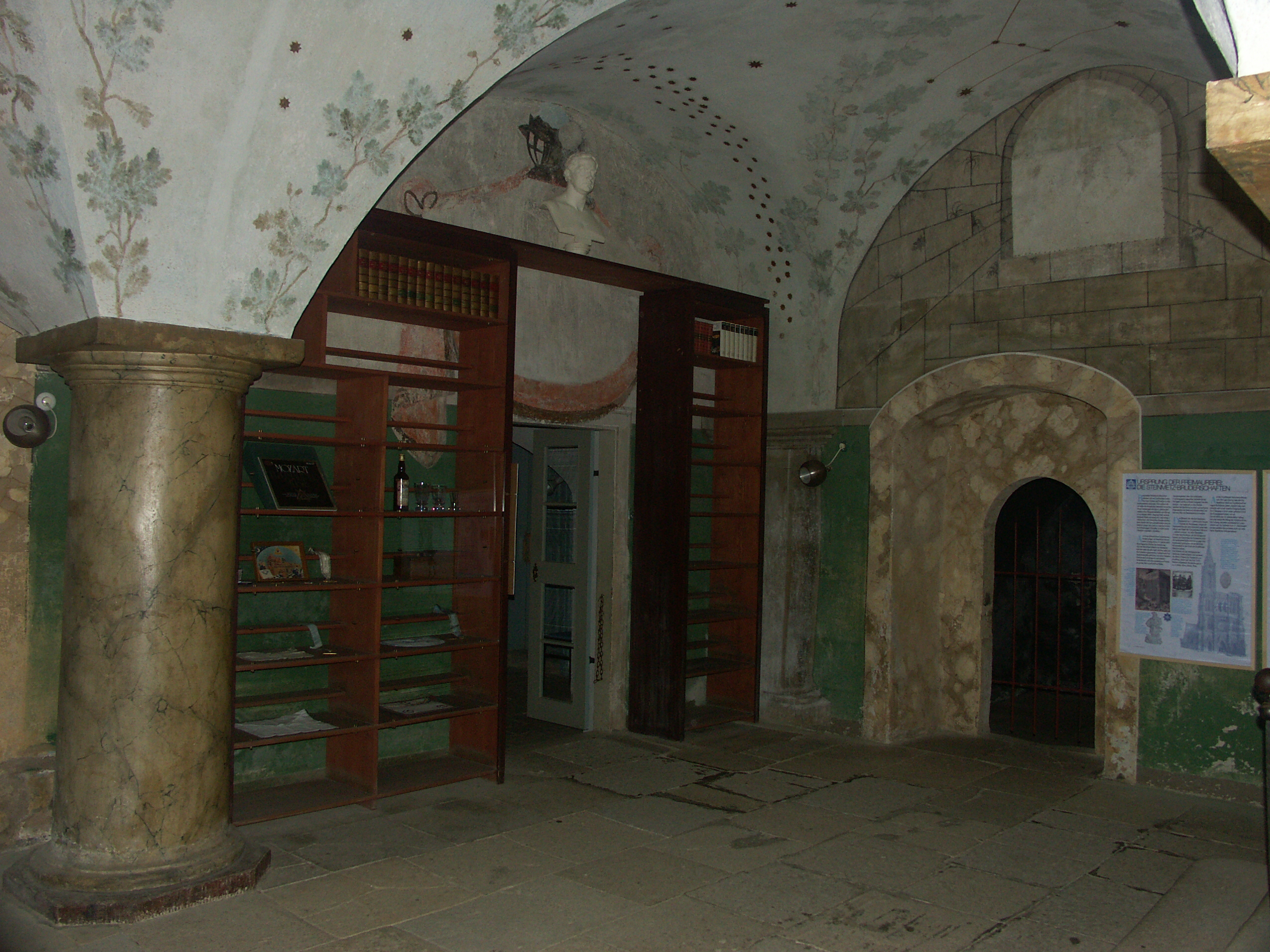
Freimaurerloge

Als sicher kann gelten, dass das Schloss als Burg mit Schutzfunktion für den Handelsweg aus dem Elbtal über das Erzgebirge nach Böhmen errichtet wurde. Ob dies bereits im 10. Jahrhundert oder erst im 13. Jahrhundert geschehen ist, ist für diese Funktion zunächst unerheblich. Klar ist auch, dass mit der Zerstörung im Ergebnis der Dohnaischen Fehde 1402 und der Hussiteneinfälle um 1429 (Kuckuckstein gehörte gemeinsam mit den Burgen Lauenstein, Bärenstein und Weesenstein zur Befestigungslinie gegen die Hussiten) von der Burg kaum etwas übrig geblieben ist. Mit dem Wiederaufbau durch Günter und Heinrich von Bünau ab dem Jahre 1453 (diese Jahreszahl findet sich am Söller) entstand auf den Grundmauern der Burg das Schloss Liebstadt. Zu diesen Grundmauern gehören ein Tor im Wasserhaus (gilt zurzeit als ältester Teil), ein spätgotisches Vorhangbogenfenster im Torhaus und ein Tor im großen Hof. Im Zuge des Wiederaufbaus ließ Rudolf von Bünau nach einer Büßerfahrt 1476 ins Heilige Land eine Kapellstube im Turm einrichten, da er nach dieser Buße Hausgottesdienste abhalten lassen durfte.
Erhebliche Um- und Ausbauten erlebte das Schloss in den Jahren 1519 bis 1554. Wahrscheinlich stammte aus dieser Zeit auch das Wasserhaus mit seinen Renaissancegiebeln.
Nach der Übernahme des Schlosses durch Detlev von Wedelbusch im Jahr 1655 wurden die Schäden aus dem Dreißigjährigen Krieg beseitigt und mit der Gartenanlage im Tal begonnen. Sein Schwiegersohn, Christoph von Birkholz, ließ den Garten im Tal im französischen Stil ausbauen und baute am Wasserhaus ein Badehaus an. Das Schloss richtete er im Barockstil ein.
Nach 1742 wurde das Schloss erneut umgebaut. Behrisch ließ das Fachwerkgeschoss entfernen, Hanisch baute in der Stadt das Rote Vorwerk und an der Stelle des Rathauses einen Gasthof.
Mit dem Übergang des Schlosses in den Besitz von Carl August von Carlowitz (1774) erfuhr das Schloss eine gründliche Renovierung (1774–1781), was aber nicht zu Änderungen an der Gesamtanlage führte. Vielmehr erfuhr das Anwesen eine Stärkung als landwirtschaftliche Produktionsanlage. Es entstanden zum Beispiel eine neue Schäferei, eine Ölmühle und weitere Mühlen. Außerdem wurden die Vorwerke erweitert und im Schlossgarten ein neues Gewächshaus gebaut.
Weiterhin entsteht 1786 ein Landschaftspark im englischen Stil an der Schlossleithe mit einem Lusthaus und daneben 1789 ein „Kegelschub“ sowie einigen weiteren dem Stil entsprechenden Elementen (Vasen, Figuren, Grotten). Dem Zeitgeist der Aufklärung entsprechend, dem sich auch die Söhne von Carl August, Carl Adolf und sein Bruder Hans Georg von Carlowitz, verpflichtet fühlten, wurden bauliche Änderungen und eine Ausstattung des Schlosses im frühromantischen Stil vorgenommen.
Hans Georg von Carlowitz ließ das Schloss von 1796 bis 1802 im neugotischen Stil umbauen; es entstand das romantische „Schloss Kuckuckstein“. So wurde zum Beispiel der Turmkopf gesprengt und bis 1797 mit Kapellstube, Söller und Turmhelm neu errichtet, ebenso das Torportal an der Zugbrücke. Im Innern des Schlosses wurden Wände versetzt sowie Maler-, Glaser- und Schreinerarbeiten durchgeführt. Das Arbeitszimmer Carl Adolfs entstand aus zwei Zimmern, die Kreuzgewölbe mit Sonne, Mond und Sternen bemalt, und zwischen den Bögen dekorative Landschaftsbilder. 1798 entstand am Roten Vorwerk ein Lusthaus (die sogenannte „Schulenburg“, vermutlich nach dem Geburtsnamen der Mutter so benannt), das aber von den Napoleonischen Truppen 1813 niedergebrannt wurde. 1800 richteten die Carlowitz im Schloss auch eine Freimaurerloge ein, die mit geheimnisvollen frühromantischen Malereien ausgestaltet ist.
1851 erfuhr das Schloss einen erneuten Umbau durch Georg Carl von Carlowitz (Vorhangbogenfenster im Tafelhaus, Überdachung der Außentreppen). 1886 bis 1889 wurde der große Innenhof in seiner heutigen Gestalt geschaffen und im dritten Turmgewölbe der „Rittersaal“ ausgebaut. 1906 entstand im kleinen Hof eine Holzgalerie mit Kanzelerker. Der größte Teil des Interieurs des Schlosses wurden in den 1930er-Jahren versteigert, so dass heute kaum noch Einrichtungsgegenstände auf Schloss Kuckuckstein zu finden sind. Dies trifft auch auf die ursprünglich sehr umfangreiche Bibliothek zu, von der nur wenig erhalten geblieben ist.
Bereits beim Verkauf an den Investor Neunteufel wies das Schloss ausweislich eines Gutachtens (Stand Januar 2008) eine Reihe von baulichen Mängeln auf. Es wurden 27 Stellen mit akutem Handlungs- und Sanierungsbedarf dokumentiert. Die Global Castle Management GmbH hatte sich mit dem Erwerb 2007 verpflichtet, innerhalb von drei Jahren 500.000 Euro in Sanierungsmaßnahmen zu investieren. Die Kosten für eine grundlegende Sanierung wurden allerdings damals bereits auf etwa 3 Millionen Euro veranschlagt.

## Bedeutung und heutige Nutzung
Schloss Kuckuckstein gilt heute als seltenes Baudenkmal der frühen Neugotik und der Frühromantik. Zusammen mit dem großen Landwirtschaftsbetrieb entstand Ende des 18. Jahrhunderts eine reizvolle Landschaft, Burganlage und Landschaftspark bilden dazu eine eindrucksvolle Kulisse. Dabei besitzen die Formen oft keinerlei Funktion (Schießscharten, die nicht als solche genutzt werden können, Kapitelle aus Holz, die Stein vortäuschen, oder auf Wände aufgemalte Säulen). Dies ist jedoch Ausdruck des Historismus in jener Zeit. Der Umbau bildet eine gewisse Einheit und ist deshalb wertvoll, insbesondere auch weil diese frühe „sentimentale“ Neugotik sehr selten ist.
Seit 1954 ist im Schloss das Heimatmuseum untergebracht, welches auch Führungen durch die Räume des Schlosses veranstaltet.
Einige Jahre lang, ab 1985, wurden Schloss und Rittersaal als Rahmen für die Fernsehsendung des Fernsehens der DDR Zauber auf Schloß Kuckuckstein mit „Zauberpeter“ Peter Kersten genutzt. Dieser restaurierte Saal dient seit 1994 dem Standesamt Bad Gottleuba-Berggießhübel als Kulisse für Hochzeiten; er kann auch für andere Feierlichkeiten gemietet werden.

## Trivia
- Schloss Kuckuckstein diente 2012 als Kulisse für die Verfilmung des Märchens „Schneeweißchen und Rosenrot“.